# ベッキー・ハモン
ベッキー・ハモン（Becky Hammon）こと、レベッカ・リン・ハモン （Rebecca Lynn Hammon, 1977年3月11日 - ）は、アメリカ合衆国・サウスダコタ州ラピッドシティ出身の元プロバスケットボール選手で現在は指導者。アメリカ女子プロバスケットボールリーグWNBAのサンアントニオ・スターズなどで活躍した。現在はNBAのサンアントニオ・スパーズでアシスタントコーチを経て、アメリカ女子プロバスケットボールリーグWNBAのラスベガス・エーシズのヘッドコーチである。

## 経歴

### 生い立ち
ベッキー・ハモンはサウスダコタ州に生まれ育った。わずか3歳でボール遊びを始め、自宅のゴールで姉や兄を相手にプレーした。背の低かったベッキーは、姉や兄にブロックされないように、フェイクを多用してディフェンスのバランスを崩すことを身につけていった。

### 高校時代
ハイスクールで州の最優秀選手に選ばれたベッキーであったが、サウスダコタ州という地方だったゆえに、カレッジからのリクルートはわずかしか舞い込まなかった。力を試す必要があると感じたベッキーがインディアナで行われたバスケットキャンプに参加すると、サウスダコタから突然現れたシャープシューターに数多くの大学から奨学金のオファーが寄せられた。ベッキーはその中から、自分にチームカラーが一番合っていると感じたコロラド州立大学に進学した。

### 大学時代
コロラド州立大学は、それほど強豪チームではなかったが、ベッキーはそれを一変させた。1年生のときに、同大を初のNCAAトーナメントに出場させると、いきなり1回戦を突破、また4年生のときには、スウィート16にチームを導いた。

### WNBA

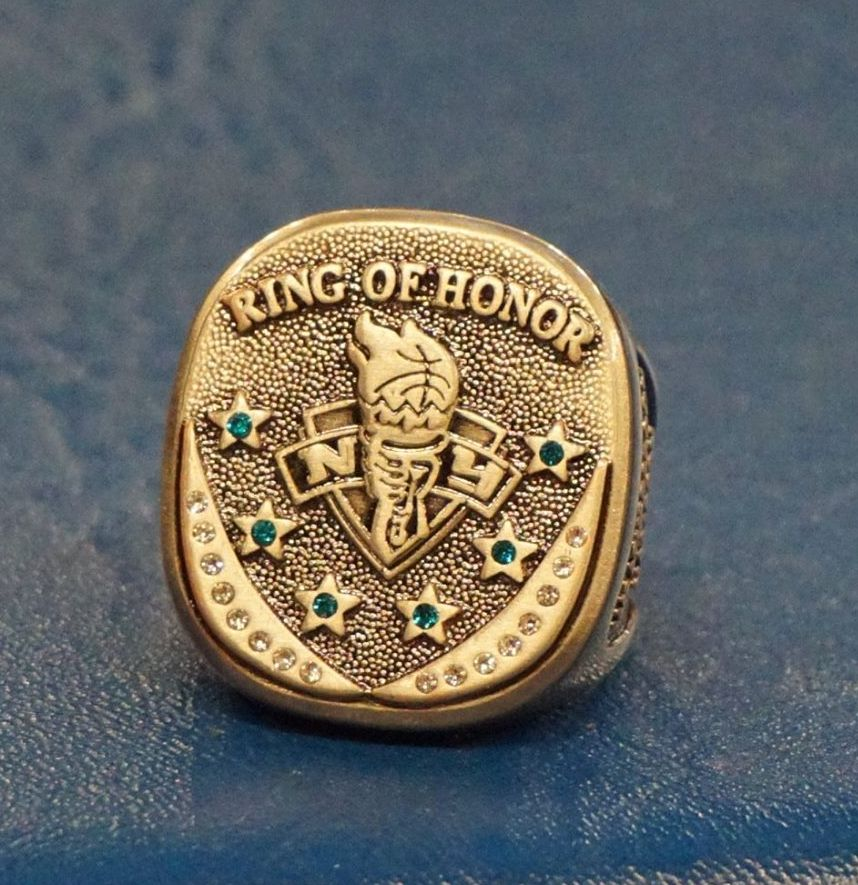
ハモンに贈られた名誉リングのレプリカ

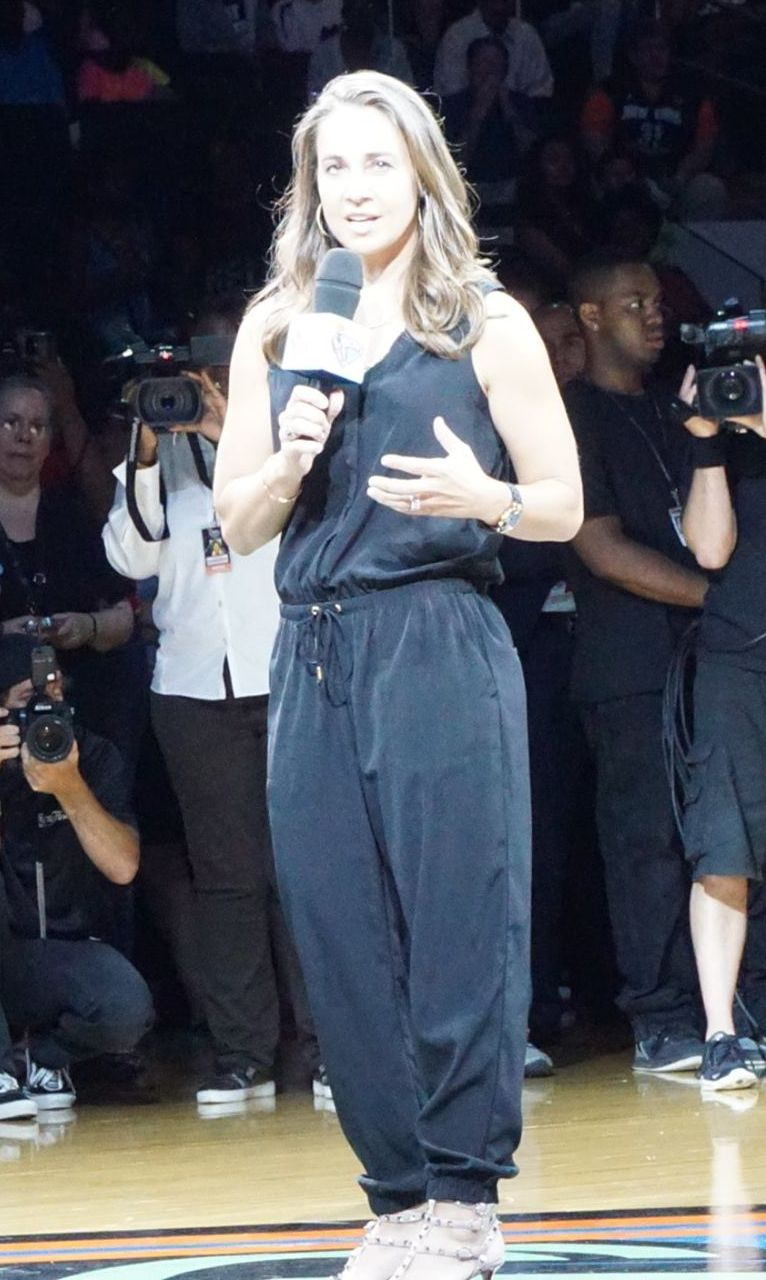
名誉リング授与式典で挨拶するハモン (2015年8月)

オールアメリカンにも選ばれたベッキーであったが、1999年のWNBAドラフトでは、ABL消滅によって選手層が厚かったこともあり、どこからも指名を受けなかった。その代わりに、WNBAとフリーエージェントとして契約し、ニューヨーク・リバティに所属することとなった。サウスダコタのハイスクール時代に、トーナメントのためにやってきたMSGで記念撮影をしていたベッキーは、自分がプロとしてMSGでファンの声援を受けることになるとは夢にも思わなかったという。
WNBAで16シーズン(1999年～2014年)にわたってプレイし通算成績で平均13.1得点をマーク。445試合出場（歴代第6位）、5809得点（第7位）、1687アシスト（第4位）といった記録を残し、オールスター選出6回、さらに2011年にはWNBAの歴代トップ15に選ばれた。
2015年8月2日のWNBA、ニューヨーク・リバティ対シアトル・ストーム戦のハーフタイムに、ハモンに、リバティから、チームへの永年に亘る貢献と、WNBA発展に寄与したことを讃えて、名誉リングが贈呈された。
2021年12月、ニューヨーク・リバティとラスベガス・エーシズが、ハモンのHC招聘に乗り出していると報じられた。その後同月31日にエーシズのHCに就任したことが発表された。

### NWBLバスケットボール
- Tennessee Fury (2002–2003)
- Colorado Chill (2004–2006)

### その他のクラブ
- Trentino Rovereto Basket (2001–2002)
- Rivas Ecópolis (2006–2007)
- CSKA Moscow (2007–2009)
- Ros Casares Valencia (2009–2010)
- Nadezhda Orenburg (2010–2011)
- WBC Spartak Moscow Region (2011–2012)

### 国際大会
ハモンにとってオリンピック出場は大きな夢だったが、2008年当時31歳だったハモンは他若手有望選手の代表入りにより、北京オリンピックの米国ナショナルチームには選ばれなかった。オリンピックへの思いが強く諦めきれなかったハモンは、シーズンオフにプレーしていたロシアで市民権をとってロシア代表としてオリンピック出場を果たした。ネットを含め、各種メディアでハモンの選択について賛否両論が為される中、ハモン率いるロシアチームは銅メダルに輝いた。ロンドンオリンピックでもロシア代表として出場したが惜しくも4位に終わった。

### NBAのアシスタントコーチ
2014年8月5日、サンアントニオ・スパーズがハモンのアシスタントコーチ就任を発表した。NBAチームにフルタイムでコーチとして雇用された初めての女性となった。グレッグ・ポポヴィッチHCは声明で「ベッキー・ハモンがスタッフに加わることを大変心待ちにしている。彼女のバスケットボールIQ、仕事に対する姿勢、対人関係のスキルはチームに大きなプラスになると確信している」と語った。
2015年夏のNBAサマーリーグでは、スパーズのヘッドコーチとして手腕を振るい、見事にスバーズをサマーリーグ優勝に導き、カイル・アンダーソンら若手選手の育成に貢献した。

## その他
NBAで女性がアシスタントコーチに就任するのは2001-02シーズンのクリーブランド・キャバリアーズに続いて2度目、またフルタイムのアシスタントコーチはハモンが初めて。

## WNBA個人成績

### レギュラーシーズン
| シーズン | チーム                 | GP  | GS  | MPG  | FG%  | 3P%  | FT%   | RPG | APG | SPG | BPG | TO   | PPG  |
| -------- | ---------------------- | --- | --- | ---- | ---- | ---- | ----- | --- | --- | --- | --- | ---- | ---- |
| 1999     | ニューヨーク           | 30  | 1   | 6.7  | .422 | .289 | .882  | 0.6 | 0.6 | 0.2 | 0.0 | 0.80 | 2.7  |
| 2000     | ニューヨーク           | 32  | 16  | 26.1 | .472 | .369 | .884  | 2.0 | 1.8 | 0.9 | 0.0 | 1.94 | 12.0 |
| 2001     | ニューヨーク           | 32  | 0   | 19.3 | .457 | .378 | .784  | 1.6 | 1.6 | 0.8 | 0.0 | 1.50 | 8.2  |
| 2002     | ニューヨーク           | 32  | 1   | 20.6 | .442 | .386 | .679  | 2.1 | 1.7 | 0.8 | 0.0 | 1.72 | 8.0  |
| 2003     | ニューヨーク           | 11  | 2   | 23.4 | .575 | .469 | .951  | 1.9 | 1.6 | 0.9 | 0.1 | 2.45 | 14.7 |
| 2004     | ニューヨーク・リバティ | 34  | 34  | 33.2 | .432 | .335 | .836  | 3.5 | 4.4 | 1.7 | 0.1 | 3.7  | 13.5 |
| 2005     | ニューヨーク           | 34  | 34  | 34.7 | .432 | .365 | .901  | 3.4 | 4.3 | 1.8 | 0.1 | 3.15 | 13.9 |
| 2006     | ニューヨーク           | 22  | 20  | 30.8 | .425 | .343 | .960  | 3.0 | 3.7 | 1.3 | 0.1 | 2.95 | 14.7 |
| 2007     | サンアントニオ         | 28  | 26  | 33.4 | .445 | .404 | .931  | 2.8 | 5.0 | 0.8 | 0.2 | 4.07 | 18.8 |
| 2008     | サンアントニオ         | 33  | 33  | 33.4 | .390 | .350 | .937  | 2.8 | 4.9 | 1.3 | 0.2 | 3.15 | 17.6 |
| 2009     | サンアントニオ         | 31  | 31  | 33.8 | .447 | .369 | .901  | 3.3 | 5.0 | 1.6 | 0.4 | 3.58 | 19.5 |
| 2010     | サンアントニオ         | 32  | 32  | 33.6 | .442 | .390 | .960  | 2.9 | 5.4 | 1.1 | 0.2 | 3.38 | 15.1 |
| 2011     | サンアントニオ         | 33  | 33  | 31.8 | .440 | .389 | .892  | 2.9 | 5.8 | 1.5 | 0.2 | 3.61 | 15.9 |
| 2012     | サンアントニオ         | 33  | 33  | 30.2 | .441 | .435 | .876  | 2.5 | 5.3 | 0.9 | 0.2 | 3.21 | 14.7 |
| 2013     | サンアントニオ         | 1   | 1   | 12.0 | .333 | .000 | .000  | 1.0 | 1.0 | 0.0 | 0.0 | 3.00 | 2.0  |
| 2014     | サンアントニオ         | 32  | 32  | 24.5 | .417 | .398 | 1.000 | 1.4 | 4.2 | 0.4 | 0.1 | 1.66 | 9.1  |
| Career   | 16 years, 2 teams      | 450 | 329 | 27.9 | .438 | .378 | .897  | 2.5 | 3.8 | 1.1 | 0.1 | 2.72 | 13.9 |

### ポストシーズン
| シーズン | チーム            | GP | GS | MPG  | FG%  | 3P%  | FT%   | RPG | APG | SPG | BPG | TO   | PPG  |
| -------- | ----------------- | -- | -- | ---- | ---- | ---- | ----- | --- | --- | --- | --- | ---- | ---- |
| 1999     | ニューヨーク      | 6  | 0  | 8.3  | .167 | .222 | 1.000 | 0.2 | 0.8 | 0.0 | 0.0 | 1.00 | 2.0  |
| 2000     | ニューヨーク      | 7  | 7  | 29.4 | .429 | .304 | .895  | 1.4 | 2.1 | 1.3 | 0.0 | 2.43 | 9.4  |
| 2001     | ニューヨーク      | 6  | 0  | 8.0  | .353 | .300 | .000  | 0.5 | 0.3 | 0.2 | 0.0 | 0.50 | 2.5  |
| 2002     | ニューヨーク      | 8  | 0  | 22.9 | .537 | .424 | .875  | 2.1 | 2.0 | 0.6 | 0.0 | 1.38 | 9.9  |
| \|2004   | ニューヨーク      | 5  | 5  | 35.6 | .392 | .333 | .400  | 2.6 | 3.4 | 1.2 | 0.0 | 3.80 | 10.6 |
| 2005     | ニューヨーク      | 2  | 2  | 38.0 | .450 | .286 | 1.000 | 3.5 | 2.0 | 0.0 | 0.0 | 5.00 | 11.5 |
| 2007     | サンアントニオ    | 5  | 5  | 35.0 | .413 | .444 | .800  | 2.8 | 5.0 | 1.2 | 0.2 | 3.20 | 20.8 |
| 2008     | サンアントニオ    | 9  | 9  | 36.8 | .421 | .458 | .895  | 2.3 | 4.6 | 1.0 | 0.6 | 3.44 | 18.1 |
| 2009     | サンアントニオ    | 3  | 3  | 33.7 | .463 | .381 | .900  | 2.7 | 2.0 | 1.7 | 0.0 | 2.33 | 18.3 |
| 2010     | サンアントニオ    | 2  | 2  | 37.0 | .393 | .389 | 1.000 | 3.5 | 5.5 | 0.5 | 0.0 | 4.00 | 20.0 |
| 2011     | サンアントニオ    | 3  | 3  | 34.7 | .350 | .391 | .857  | 2.7 | 4.3 | 1.7 | 0.7 | 3.00 | 16.3 |
| 2012     | サンアントニオ    | 2  | 2  | 35.0 | .500 | .364 | 1.000 | 3.0 | 4.5 | 1.0 | 0.0 | 3.50 | 17.0 |
| 2014     | サンアントニオ    | 2  | 2  | 28.5 | .526 | .500 | 1.000 | 3.5 | 4.5 | 1.5 | 0.0 | 2.50 | 14.5 |
| Career   | 13 years, 2 teams | 60 | 40 | 27.5 | .426 | .390 | .889  | 2.0 | 2.9 | 0.9 | 0.1 | 2.48 | 12.0 |